# Süderholz
Süderholz település Németországban, Mecklenburg-Elő-Pomeránia tartományban. Lakosainak száma 4086 fő (2023. december 31.).

## Népesség
A település népességének változása:
| Lakosok száma | 3993 | 3991 | 4061 | 4074 | 4086 |
|               | 2017 | 2019 | 2021 | 2022 | 2023 |